# 穂川果音
穂川 果音（ほかわ かのん、1986年〈昭和61年〉2月12日 - ）は、日本の気象予報士、防災士、気象キャスター、リポーター、タレント。
東京都出身。スリーライズ、シネマクトの所属を経て、現在はセント・フォース所属。

## 来歴
15歳でファッション誌のオーディションに合格し、「プチセブン」の専属モデルで芸能界デビュー。16歳から「Can Cam」モデル。モデル時代、カメラマンが天気や雲の動きを読むのが面白かったこと、めざましテレビで天気予報を伝えていた皆藤愛子に憧れを抱いたことで21歳の時、気象予報士を目指し、2度目の受験で合格。受験のためにモデル活動を休業していたため、その後しばらくは一般企業に勤務した。
2011年から2012年までスリーライズに所属。2011年のSUPER GT「TEAM ART TASTE」レースクイーンを務めた後、天気予報の仕事に巡り合える道を模索。この時期オーディションを多く受けたことで、結果的に無茶ぶりやハプニングに強くなったという。その後、J:COM、ウェザーニューズでキャスター活動を開始。気象予報は、原則自身で原稿を書いている。
2020年3月31日を以ってシネマクトを退所しフリーランスとなった。
2020年7月1日、セント・フォースに所属することを発表。

## 人物
趣味は、うさぎの散歩、マンガ（少年漫画）、ゲーム（wii、PS3、3DS等）。
自称・「元気いっぱい! ぶりっ子195％」。
2015年にカンニング竹山により「TOKYO MXアニバーサリー気象予報士」に選出されており、2018年10月8日の「AbemaPrime」（AbemaTV）で3年ぶりに競演した際に改めてエールを送られている。
AbemaPrime出演のきっかけをABEMA立ち上げに参画したテレビプロデューサーの鎮目博道がインタビューで、テレビ朝日内のウェザーセンターが地上波の夕方や夜のニュース番組の天気予報対応にかかりっきりでAbemaPrime向けまでは難しく、色々と知恵を絞った挙句、「気象予報士さんならなんとなく予報をしてくれるのではないか」と予報士を探していた時、スタッフのひとりがたまたま知っていたのが当時、千葉のケーブルテレビで天気予報をしていた穂川だった。ウェザーセンターの協力を得るのも難しく、穂川は夕方、ケーブルテレビの放送から駆け付ける手前、詳細な予報をするのは諦めて、穂川のキャラクターを生かし、適当な日本列島を画用紙にざっくり書き、大まかな傾向だけを伝えることにした代わりに「明日はこんな服を着てください」と、オススメのコーディネートを毎日紹介することになった。これは、天気予報が普通に出来ないことからの苦肉の策だったという。

## 出演

### テレビ
現在出演中の番組
過去に出演した番組
- 八王子 デイリーニューステレメディア（2013年10月11日 -、J:COM）
- 真王伝説（2014年、テレ玉）
- 市川・浦安 デイリーニュース（2015年6月 - 2016年11月、J:COM）
- 9レイジーだぜ。チャレンジフェスティバル（2015年10月31日 - 11月1日、TOKYO MX） - TOKYO MXアニバーサリー気象予報士
- チャージ730!（2015年11月 - 2016年4月1日、テレビ東京） - リポーター
- モーニングチャージ!（2016年4月4日 - 2017年3月31日、テレビ東京） - チャージリポーター（不定期）
- たけしのニッポンのミカタ!（2018年8月3日、テレビ東京）[14][注 1]

### ウェブテレビ
現在出演中の番組
- ABEMA Prime（2016年4月11日 - 12月29日[15]・2017年1月 - 、AbemaTV・Abema NEWS） - レギュラー気象予報士（月〜金）

過去に出演した番組
- 「肩書きあったらウレマンデー THEアクエリオン芸人への道」（2013年、ニコニコ生放送:SANKYOフィーバーTV）
- 「ねおす亭」（NEO station.TV）
- 「きょうも果音日和」（アメーバスタジオ）
- 「お天気おねえさんの夜」（2015年11月17日、ニコニコ生放送/ニコニコウェザーニュース）
- 「天気を（アイ）しちゃおう♪」（2015年11月25日、ニコニコ生放送/ニコニコウェザーニュース）
- SOLiVE サンセット（2016年4月 - 2016年11月、SOLiVE24）
- SOLiVE イブニング（2016年4月 - 2018年3月31日、SOLiVE24） - 土曜レギュラー
- ニュースチャンネル年越し特番（2016年12月31日 - 2017年1月1日、AbemaTV）

### アニメ
- 「MCファミリー」第2弾（2016年9月10日 - 、TOHOシネマズ[注 2]） - 助産師 役

### CM
- マクドナルド
- レオパレス21
- 京都着物友禅
- 日本郵政

### ラジオ
- 「穂川果音のエコなび！」（2014年3月31日、山梨放送）
- 「佐々木優太のミュージックデニッシュ」（FM Salus）
- 「峰竜太のミネスタ」（ラジオ日本）
- 「立川志ら乃のサブカル天国」（ラジオ日本）
- 風男塾「風 are you」（FM FUJI）
- 「松村邦洋のOH-!邦自慢」（KRY山口放送他）
- 「爆笑問題の日曜サンデー」（TBSラジオ）- 中継コーナーを不定期で担当

### イベント
- 「東京オートサロン2011」Veilsideブースモデル（2011年1月14日 - 16日、幕張メッセ）[4]
- 「オジンオズボーンの特撮トークライブVOL.11〜Hey Boy トークをしろ うつむかないでさ」（2014年8月9日、ネイキッドロフト）

## 作品

### DVD
- 「恋空予報〜Gカップ気象予報士」（2013年6月21日、イーネット・フロンティア）
- 「お天気お姉さんの休日」（2015年1月25日、Aircontrol）
- 「晴れのちカノン」（2015年6月25日、Aircontrol）

### 楽曲
- Hawa Hawa Typhoon（2017年5月26日、ソニーミュージック） - けたたましく動くぺんぎん (feat.穂川果音) 名義[16]、作詞も共同で担当

## 雑誌
- WORLD JET SPORTS magazine11月号
- 週刊大衆ヴィーナス
- 週刊アサヒ芸能・2014ブレイク美人に選出
- 2012年12月 「週刊プレイボーイ」No.1・2

## 執筆
- 穂川果音のコスプレ予想（2017年3月25日 – 、日刊ゲンダイ）競馬予想コラム[17]
- 機械設計「コーヒーブレイク 気象予報士のつぶやき」（2017年9月 - 2020年12月、日刊工業新聞社）
- 機械技術「お天気お姉さん穂川果音のほかほかタイム」（2021年1月 - 、日刊工業新聞社）